# Robert Tinlot
Robert Tinlot, francoski pravnik in vinar, * 1931, † 12. november 2017, Dijon, Francija.
Bil je dolgoletni predsednik L'Organisation Internationale de la Vigne et du Vin.

## Odlikovanja in nagrade
Leta 1996 je prejel častni znak svobode Republike Slovenije z naslednjo utemeljitvijo: »za zasluge v dobro slovenskemu gospodarstvu, še posebej njegovega vinogradništva in vinarstva«.